# Liste des nécropoles princières
Liste des nécropoles princières :

## Benelux

### Belgique
- Crypte royale de l'Église Notre-Dame de Laeken à Bruxelles

### Luxembourg
- Cathédrale Notre-Dame de Luxembourg : grands-ducs de Luxembourg

### Pays-Bas
- Nouvelle église de Delft : nécropole de la maison d'Orange-Nassau

## Europe balkanique

### Bosnie-Herzégovine
- Nécropole de Boljuni

### Bulgarie
- Mausolée de Battenberg (Tombeau d'Alexandre Ier, prince de Bulgarie)

### Grèce
- Tatoi : dynastie Oldenbourg

### Roumanie
- Monastère de Curtea de Argeș

### Serbie
- Mausolée royal d'Oplenac à Topola

## Europe centrale

### Autriche
- Église des Capucins (Vienne) et la crypte des Capucins : famille d'Autriche (Habsbourg)

### Hongrie
- Nécropole paléochrétienne de Pécs

### République tchèque
- Couvent Sainte-Agnès de Prague
- Couvent des Minimes de Vranov, nécropole des princes de Liechtenstein.

## France
- Braine : Église abbatiale Saint-Yved de Braine  (Comtes capétiens de Dreux).

- Dreux : chapelle royale de Dreux, nécropole des princes et princesses de la maison d'Orléans.

- Fontevraud-l'Abbaye : Abbaye de Fontevraud : rois d'Angleterre de la dynastie des Plantagenêt

- Lescar : Cathédrale Notre-Dame-de-l'Assomption de Lescar, nécropole des rois de Navarre de la maison d´Albret

- Lyon : Église Saint-Irénée  (comtes de Lyon et de Forez).

- Nancy : Église Saint-François-des-Cordeliers et Chapelle Ducale (dynastie des Ducs de Lorraine).

- Paris : Abbaye de Saint-Germain-des-Prés : rois mérovingiens

- Poitiers : Abbaye de Montierneuf  (Comtes-ducs de Poitiers), nécropole des comtes de Poitiers et ducs d'Aquitaine) de la dynastie des Ramnulfides

- Saint-Denis : Abbaye de Saint-Denis : rois de France

- Saint-Pierre-de-Curtille : Abbaye d'Hautecombe : nécropole des comtes de Savoie ainsi que des princes et princesses de cette dynastie.

## Italie
- Abbaye d'Hautecombe à Saint-Pierre-de-Curtille (Savoie) en France : nécropole des comtes puis ducs de Savoie, d'un roi de Sardaigne et d'un roi d'Italie.
- Chapelles des Médicis à Florence : nécropole des Médicis, seigneurs de Florence puis grand-ducs de Toscane.
- Crypte de la basilique Santa Maria della Steccata à Parme : tombeaux des Farnese et des Bourbon-Parme, ducs de Parme et de Plaisance.
- Basilique de Superga à Turin : nécropole des rois de Sardaigne
- Église de San Bernardino à Urbino : nécropole des Montefeltro, ducs d'Urbino.
- Tombeaux des Scaligeri à Vérone : tombeaux des della Scala, seigneurs de Vérone.

## Monaco
- Cathédrale Notre-Dame-Immaculée de Monaco : nécropole des Grimaldis, princes de Monaco.

## Pays baltes

### Lituanie
- Église Saint-Michel de Vilnius : dynastie Sapieha

## Pays scandinaves

### Danemark
- Cathédrale de Roskilde
- église Saint-Bendt à Ringsted

### Norvège
- Crypte de l'église de la Citadelle d'Akershus à Oslo : nécropole des rois de Norvège

### Suède
- Cathédrale d'Uppsala
- Église de Riddarholmen à Stockholm
- Cimetière royal d'Haga à Solna

## Péninsule ibérique

### Espagne
- Monastère royal de las Huelgas de Burgos
- Monastère San Salvador de Oña
- Monastère Saint-Jean de la Peña : nécropole des rois de Navarre et d'Aragon
- Monastère saint Laurent de l'Escurial : rois d'Espagne
- Cathédrale Sainte-Marie de Tolède : nécropole de rois de Castille et de Léon

### Portugal
- Monastère des Hiéronymites à Lisbonne
- Monastère de Batalha

## Pologne
- Cathédrale du Wawel à Cracovie

## Royaume-Uni

### Angleterre
- Cathédrale de Winchester
- Abbaye de Westminster à Londres
- Chapelle Saint-Georges du Château de Windsor
- Domaine de Frogmore à Windsor

### Écosse
- Monastère d'Iona : rois de Dalriada et de leurs successeurs, les premiers rois d'Écosse
- Abbaye de Dunfermline
- Holyrood Abbey à Édimbourg

## Russie
- Cathédrale de l'Archange-Saint-Michel de Moscou
- Cathédrale de la Dormition de Vladimir : nécropole des grands ducs de Vladimir
- Cathédrale Pierre-et-Paul de Saint-Pétersbourg
- Mausolée grand-ducal de Saint-Pétersbourg